# Visto förlag
Visto förlag är ett bokförlag i Lerum i Västergötland som grundades 2012. Förlaget har tre anställda med Ulrika Slottner som VD.
Förlaget lanserades som en underavdelning till Idus förlag, för att ge ut böcker av författare med stor egen marknad eller med en smalare målgrupp.
Omsättningen för hela företaget var 2018 cirka tio miljoner kronor. Förlaget som sin helhet har 2014 200 titlar till försäljning och 170 författare.
Visto förlag är ett exempel på hybridförlag. 

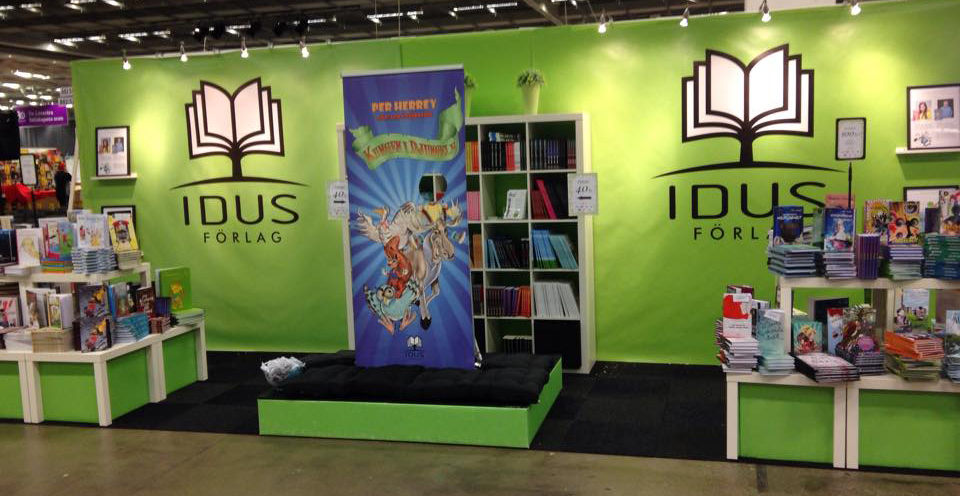
Idus bokförlag vid Bokmässan i Göteborg 2014.

## Utgivna författare i urval[7]
- Jonas Aspelin
- Eric Bagger
- Mikaela Björkman
- Anneli Bäckström
- Morgan Gustafsson
- Ulf Hamrin
- Rikard Kärrman[8]
- Anders Lignell
- Ulf Lindén[9]
- Nicklas von Matérn
- K H Timm
- Madeleine och Björn Åsbrink[10]
- Monica Österdahl
- André Petrisson
- Linda Ågren[11]
- Pernilla Christians